# Álvaro de Luna
Álvaro de Luna, Alvaro de Luna (ur. 1390 w Cañete, Cuenca (prowincja), zm. 2 czerwca 1453 w Valladolid) – polityk kastylijski, konetabl Kastylii, wielki mistrz zakonu Santiago w latach 1445–1453, faworyt króla Jana II Kastylijskiego.
Był nieślubnym synem kastylijskiego szlachcica Alvaro Martineza de Luny, majordoma króla Henryka III Kastylijskiego, ze związku z Marią de Cañete.
Został wprowadzony na dwór królewski przez swojego wuja Piotra de Lunę, arcybiskupa Toledo, w 1410 roku. Wkrótce zdobył duży wpływ na króla Jana II. Formalnie podczas regencji królewskiego wuja Ferdynanda, która trwała do roku 1412, był zaledwie sługą. Gdy jednak Ferdynand został wybrany królem Aragonii i regencja przeszła w ręce matki króla – Katarzyny Lancaster (córki Jana z Gandawy) – znaczenie Alvara na dworze niepomiernie wzrosło.
Młody król znalazł się pod wielkim wpływem Alvara, tak wielkim, że zabobonni i nieżyczliwi de Lunie ludzie zaczęli przepisywać to czarom młodzieńca. Ponieważ król był otoczony przez chciwych i nieuczciwych notabli – w tym swoich kuzynów, synów Ferdynanda, powszechnie znanych jako infanci aragońscy (hiszp. infantes de Aragon) – zaufanie, jakim darzył swojego oddanego faworyta, było zupełnie zrozumiałe. Alvaro był też posiadaczem różnych umiejętności, które budziły uznanie i podziw króla, jak jazda konna, walka na kopie i pisanie wierszem.
Jan II osiągnął pełnoletniość w 1419 roku, nie przejął jednak bezpośredniej władzy, tylko faktycznie ją oddał w ręce Alvaro de Luny. Ten umiejętnie zlikwidował niebezpieczeństwo ze strony synów Ferdynanda de Anteąuera, Jana (późniejszego Jana II Aragońskiego) i Henryka, prowokując ich inwazję na Kastylię, a następnie konfiskując własność, jaką posiadali w Kastylii. Jednak nienawiść do Alvaro de Luna, jaką żywili zarówno możni, jak i następca tronu Henryk, umożliwiła infantom aragońskim przejście do kontrofensywy, zakończonej wzięciem króla do niewoli w 1441 roku. Dopiero wtedy Henryk zjednoczył siły z Alvaro i wspólnie z nim pokonał infantów w roku 1445. Rywalizacja między cieszącym się poparciem miast zwolennikiem silnej władzy królewskiej, jakim był Alvaro, a magnatami zakończyła się jednak zwycięstwem tych ostatnich. Wykorzystali oni obawy ze strony Henryka i jego macochy, nowej żony Jana II, Izabeli Portugalskiej, do zbytniego wzmocnienia władzy faworyta. Wymusili oni na Janie II aresztowanie i stracenie królewskiego doradcy w 1453 roku.
Do czasu utraty opieki królewskiej Alvaro był centralną postacią na kastylijskiej scenie politycznej. Był to okres stałych konfliktów wywoływanych przez koalicję możnowładców kastylijskich, którzy pod pretekstem uwolnienia króla spod zgubnego wpływu faworyta pragnęli uczynić z króla marionetkę w swoich rękach i dla swoich celów.
Rola, jaką Alvaro de Luna odgrywał na dworze, jest różnie oceniana. Jedni oceniali go jako żądnego władzy i bezwzględnego faworyta, inni widzieli w nim lojalnego sługę króla, który usiłował wzmocnić autorytet królewski, będący w Kastylii jedyną alternatywą dla anarchii możnych.